# Odenbiografen
Odenbiografen, biograf på Långedragsvägen 23, strax utanför Göteborgs stadsgräns, som öppnades i september 1919 av Anders och David Lagergren. Ägarskiftet ägde rum 6 januari 1922. Den stängde 8 februari 1925.